# Gary Condit
Gary Adrian Condit (Oklahoma, 21 de abril de 1948) es un expolítico estadounidense que representó al distrito 18 de California en la Cámara de Representantes de 1989 a 2003. Recibió una gran atención nacional tras la desaparición en mayo de 2001 de Chandra Levy, una interna de la Oficina Federal de Prisiones con la que Condit mantenía una relación.
Aunque Condit nunca fue formalmente sospechoso de la desaparición y asesinato de Levy, perdió las primarias demócratas de 2002 debido en gran parte a la publicidad negativa del escándalo.

## Biografía
Gary Condit nació en Salina, Oklahoma, el 21 de abril de 1948, hijo de Velma Jean (Tidwell) Condit (1929-2017) y Adrian Burl Condit (1927-2021), ministro baptista Creció y se educó en Oklahoma, y se graduó en el instituto Nathan Hale de Tulsa. Durante los veranos de sus años de instituto, Condit trabajó como peón en los campos petrolíferos de Oklahoma.En 1967, a los 18 años, se casó con su novia del instituto, Carolyn Berry.Una investigación periodística realizada en 2001 reveló que Condit proporcionó una fecha de nacimiento incorrecta para su licencia de matrimonio. En aquella época, Oklahoma exigía que los varones menores de 21 años tuvieran el consentimiento paterno para casarse; al afirmar que había nacido en 1942 y no en 1948, Condit aparentaba tener más de 18 años.
En 1967, el padre de Condit se convirtió en pastor de una iglesia bautista en Ceres, California, cerca de Modesto, por lo que su familia se trasladó allí. Condit comenzó a asistir a Modesto Junior College y recibió un título de Asociado en Artes en 1970. En 1972, recibió una licenciatura de la Universidad Estatal de California, Stanislaus.
Mientras asistía a la universidad y al comienzo de su carrera, Condit trabajó en diversos empleos, como en una fábrica de conservas de tomate, en una fábrica de municiones durante la guerra de Vietnamy en el departamento de pintura de unos grandes almacenes Montgomery Ward.

## Carrera política
Condit comenzó su carrera en el ayuntamiento de Ceres de 1972 a 1976 -los dos últimos años como alcalde-. Con 25 años, se convirtió en el alcalde más joven de la historia de la ciudad. Condit fue miembro de la Junta de Supervisores del condado de Stanislaus de 1976 a 1982, y fue elegido miembro de la Asamblea del Estado de California en 1982.

### Asamblea del Estado de California
En 1988, Condit formó parte de la "Banda de los Cinco" -con Charles M. Calderon de Whittier, Gerald R. Eaves de Rialto, Rusty Areias de Los Banos y Steve Peace de Chula Vista - que fracasó en su intento de desbancar a Willie Brown como presidente de la Asamblea Estatal pactando con los republicanos. Peace coescribió y produjo la película de 1988 Return of the Killer Tomatoes (El regreso de los tomates asesinos), en la que Condit aparecía en un cameo no acreditado y sin voz durante una secuencia de lucha.

### Cámara de Representantes de EE UU
Condit fue elegido congresista en 1989 en unas elecciones especiales tras la dimisión del representante demócrata Tony Coelho. Fue elegido para un mandato completo en 1990, y reelegido cinco veces más sin graves dificultades (Condit no tuvo contrincante republicano durante las elecciones generales de 1992 y 1998). Su cargo más importante fue el de miembro principal del Comité de Inteligencia de la Cámara de Representantes en los meses y años previos a los atentados del 11 de septiembre. Como la mayoría de los demócratas del Valle Central, Condit era algo más conservador que otros demócratas de California.Al ser un demócrata Blue Dog, Condit votó en contra del presidente Bill Clinton con más frecuencia que otros miembros de su partido en la cámara. Condit adoptó varias posturas progresistas populistas, como oponerse al TLCAN a pesar de la intensa presión de la industria vinícola de su propio distrito y del propio presidente Clinton, votó en contra de la histórica derogación de las protecciones Glass-Steagall y en contra de la guerra de Irak y de la intervención en Kosovo. Tras Kosovo, Condit fue una fuerza persistente a la hora de exigir el procesamiento de Slobodan Miloševic.
En 1998, durante el escándalo de Monica Lewinsky, Condit exigió públicamente que Clinton "confesara" su relación con la joven; un vídeo de esta exigencia se emitió casi a diario durante el propio escándalo de Condit, que mantenía una relación con la interna de la Oficina de Prisiones Chandra Levy.Tras los atentados del 11 de septiembre de 2001, el interés por el caso Levy disminuyó. Condit mantuvo su escaño en el Comité de Inteligencia, conservó su autorización de seguridad y fue uno de los pocos miembros del Congreso autorizados a ver la información más sensible sobre los atentados del 11 de septiembre.
El 7 de diciembre de 2001, Condit anunció que se presentaría a la reelección. Perdió las elecciones primarias demócratas de marzo de 2002 frente a su antiguo ayudante, el entonces asambleísta Dennis Cardoza, y abandonó el Congreso al final de su mandato, en enero de 2003 El voto más destacado de Condit en sus últimos meses en el cargo fue la resolución para expulsar al congresista James Traficant tras su condena por cargos de corrupción. En la votación por 420 votos a favor y 1 en contra, celebrada el 24 de julio de 2002, Condit fue el único "no".

### El escándalo Levy

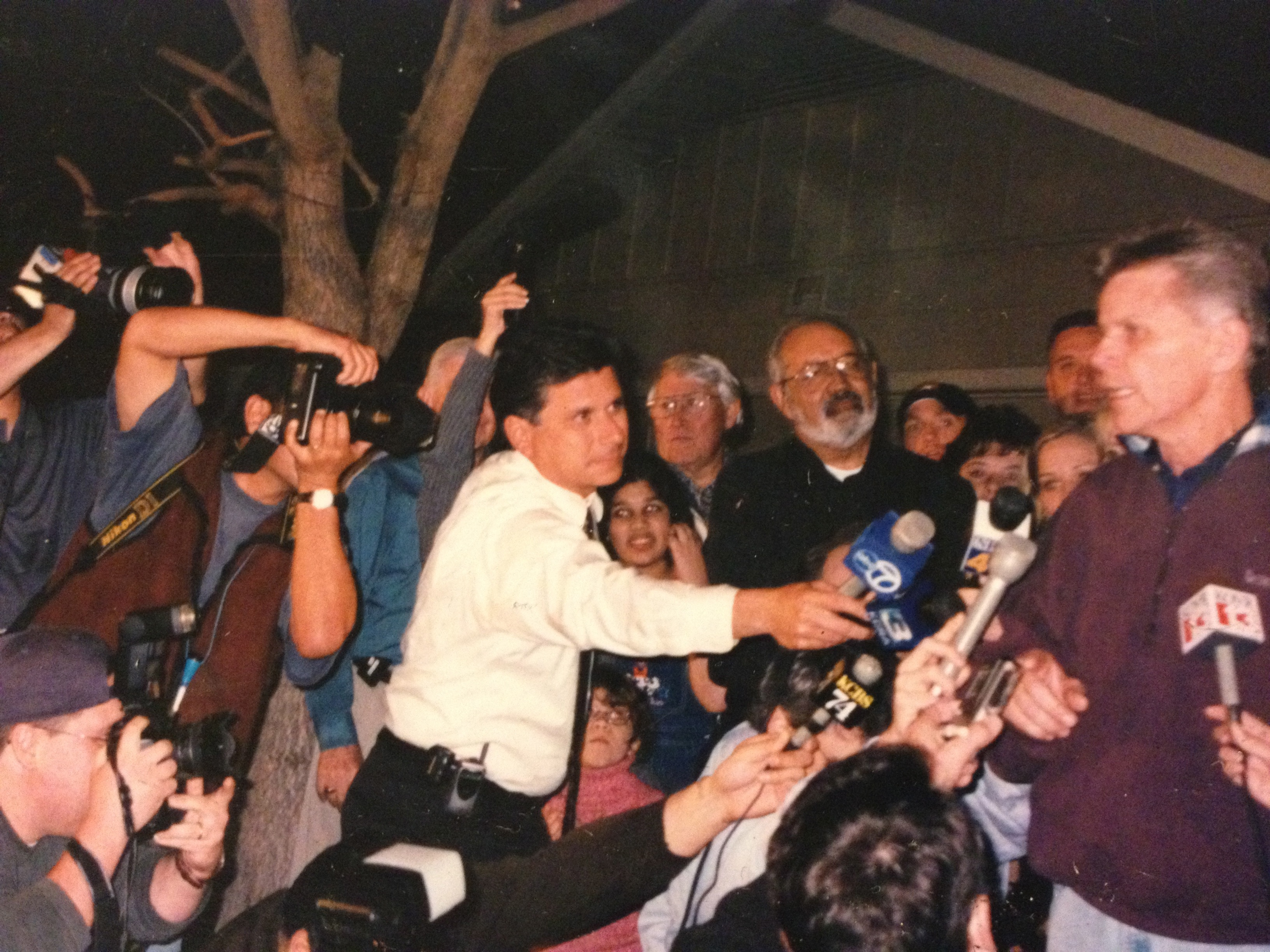
Reporteros con Condit, 17 de agosto de 2001

En 2001, Condit se convirtió en objeto de cobertura informativa nacional tras la desaparición de Chandra Levy, una joven que trabajaba como becaria en Washington D. C., originaria del distrito de Condit. La policía interrogó a Condit en dos ocasiones, y en ambas negó haber tenido una relación extramatrimonial con ella; sin embargo, la tía de Levy acabó haciendo públicas las conversaciones que mantuvo con ella sobre su relación. La policía interrogó a Condit una tercera vez, y éste confesó la aventuraCuando comenzó, Condit tenía 53 años y Levy 23.
Aunque Condit no fue nombrado oficialmente sospechoso de la desaparición, la familia de Levy sospechaba que estaba ocultando información importante. Su reputación se resintió por el contraste entre su política "pro-familia", su adulterio con una mujer más joven que su hija y sus intentos de engañar a la policía sobre su aventura. En julio, dos meses después de la desaparición de Levy, Condit accedió a que los investigadores registraran su apartamento; horas antes del registro, la policía dijo que se le había visto tirando una caja de regalo que había recibido de otra mujer a un contenedor de basura en un suburbio de Washington, después de que las noticias dijeran que Condit había tenido una aventura con una azafata.
Los restos de Levy no se encontraron durante la intensa búsqueda que siguió a su desaparición, pero fueron descubiertos accidentalmente el 22 de mayo de 2002 en una zona aislada del parque Rock Creek de Washington D.C.; la muerte fue declarada homicidio.
A finales de 2002, Condit demandó al escritor Dominick Dunne, de Vanity Fair, por 11 millones de dólares, alegando que Dunne le había difamado al sugerir que había ordenado matar a Levy en 2001. El abogado de Condit dijo que la demanda por difamación se basaba en comentarios que Dunne repitió en programas nacionales de radio y televisión en diciembre de 2001, en los que sugería que Condit frecuentaba embajadas de Oriente Medio para mantener relaciones sexuales con prostitutas y que, en esas ocasiones, dejó claro que quería que alguien se deshiciera de Levy. El abogado de Condit dijo que los comentarios de Dunne "transmitían que Gary Condit estaba implicado en su secuestro y en su asesinato, que amigos de Gary Condit la habían secuestrado, metido en un avión y arrojado al océano Atlántico". En marzo de 2005, Dunne pagó una cantidad no revelada para resolver la demanda, y afirmó que había sido "completamente engañado" por un informador poco fiable. Posteriormente, Cond volvió a demandar a Dunne, acusándole de "revivir" la calumnia en una aparición en el programa Larry King Live de la CNN en noviembre de 2005. En julio de 2008, un juez federal desestimó la segunda demanda presentada contra Dunne.
En julio de 2006, Condit demandó al Sonoran News, un semanario gratuito, por difamación después de que la publicación escribiera "que Condit era el “foco principal en el caso Chandra Levy en 2001, después de mentir a los investigadores sobre su aventura con Levy” El caso fue desestimado en julio de 2007 cuando el juez dictaminó que Condit no había demostrado que la declaración fuera falsa, o que el periódico la hubiera publicado con malicia. Años después, Condit negó públicamente haber tenido una aventura con Chandra Levy.
La policía continuó la investigación del asesinato y, en marzo de 2009, se emitió una orden de detención contra Ingmar Guandique, un inmigrante indocumentado de El Salvador que ya había sido condenado y encarcelado por otras dos agresiones a mujeres en Rock Creek Park. Posteriormente fue acusado del asesinato de Levy.El 22 de noviembre de 2010, Guandique fue declarado culpable de asesinato en primer grado,y fue condenado en febrero de 2011 a 60 años de prisión.El abogado de Condit, Bert Fields, declaró: "Es una reivindicación total, pero llega un poco tarde. Quién le devuelve su carrera?".
Sin embargo, el 4 de junio de 2015, el juez del Tribunal Superior del Distrito de Columbia Gerald Fisher concedió una moción para que se volviera a juzgar a Guandique después de que se revelara que el único testigo en su contra, un informante de la cárcel llamado Armando Morales, había mentido sobre un testimonio anterior en la cárcel. Los fiscales retiraron todos los cargos contra Guandique el 28 de julio de 2016, después de que un socio de Morales presentara grabaciones secretas en las que admitía haber falsificado el testimonio sobre el asesinato de Levy. Por lo tanto, la muerte de Levy sigue sin resolverse.

## Carrera empresarial
Tras dejar el cargo, Condit se trasladó a Arizona y regentó dos heladerías Baskin-Robbins con su mujer y su hijo. Cuando la franquicia fracasó, Condit fue condenado a pagar a la empresa 98.000 dólares en un procedimiento por incumplimiento de contrato. En 2012, se informó que se desempeñaba como presidente del Instituto de Agricultura del Desierto de Phoenix, que enumeró su estado como "Disuelto" en la última presentación corporativa a partir del 4 de junio de 2015.Condit regresó más tarde a California, donde se convirtió en un grupo de presión registrado con el bufete de abogados J. Blonien de Sacramento.

## Familia

### Participación en la política local
En 2012, Chad, el hijo de Condit, anunció su intención de presentarse como candidato independiente a la Cámara de Representantes por el distrito 10 de California. Perdió las elecciones contra el republicano Jeff Denham y el demócrata José M. Hernández.En 2022, Chad se presentó como candidato a la Asamblea del Estado por el distrito 22 de la Asamblea. Después de su derrota, Chad trabajó en la campaña de Marie Alvarado-Gil para el Senado del Estado, y se convirtió en su jefe de personal después de que ella ganó su elección. En diciembre de 2023 fue despedido de su puesto, y más tarde demandó a Alvarado-Gil alegando acoso sexual.
En 2020, Buck, sobrino de Condit, fue elegido miembro de la Junta de Supervisores del condado de Stanislaus por el distrito 1, derrotando al concejal de Modesto Bill Zoslocki por 58,77% a 41,23%.
En 2018, el nieto de Condit, Channce Condit, se presentó sin oposición para un escaño en el Consejo de la Ciudad de Ceres. En 2020, Channce fue elegido miembro de la Junta de Supervisores del Condado de Stanislaus tras derrotar a Tom Hallinan por 60% a 40%, uniéndose al primo de su padre, Buck, en la junta.
En 2015, otro nieto de Condit, Couper Condit, fue nombrado miembro de la comisión de planificación de Ceres, pero el consejo le negó la reelección en 2020.Sin embargo, Couper Condit, ganó un escaño en el Consejo de la Ciudad de Ceres más tarde en 2020 al derrotar al titular Michael "Mike" Kline por un 38. 19% a 23,52% de margen, con otros dos competidores que se quedan cortos.Después de servir durante 10 meses en el Consejo de la Ciudad de Ceres, Couper Condit renunció sin ninguna explicación. Couper Condit también ha trabajado como director de distrito para el asambleísta Heath Flora.
En 2023, otro nieto de Condit, Gary M. Condit (llamado así por su abuelo), fue nombrado miembro de la Comisión de Planificación de Ceres.Gary M. Condit se presentó como candidato a la alcaldía de Ceres en 2024.Su esposa, Destiny Suárez, trabajó en la oficina de la senadora estatal Marie Alvarado-Gil, pero renunció unos ocho meses después de que su suegro, Chad Condit, fuera despedido del mismo lugar de trabajo.